# Гагское княжество
Гагское княжество (арм. Գագի իշխանություն) — средневековое армянское феодальное государственное образование со столицей в крепости Гаг. Под контролем княжества также находились Тавуш, Парисос и Гардман. Княжеством правили представители рода Закарянов, первым из которых стал племянник Иване и Закаре Закарянов, сам также носивший имя Закаре. Начиная с Ваграма Гагеци, эта ветвь рода Закарянов была известна как Ваграмяны.
Начиная с 1220-х годов Северная Армения, в том числе и Гагское княжество, начали подвергаться разведывательным нашествиям монголов. В средневековой «Истории народа стрелков» сообщается о большом сражении, состоявшемся в 669 году армянского христианского летоисчисления (1220—1221 г. н. э.) в долине Котнан, близ крепости Терунакан. В этой битве, где войска Картли и их союзников сражались с монгольской армией вторжения, правым крылом грузинских сил командовал «Вахрам, владетель Гага». Его войска способствовала удача, и Вахрам «до самаго вечера нещадно гнал и рубил татар, так что все поле сагамское было покрыто убитыми татарами». Однако основные силы грузин были разгромлены (согласно хронисту — из-за предательства владетеля Манасагомского Хамидолы).
Согласно тому же источнику, на следующий год после очередного монгольского вторжения, датируемого 688 годом армянского летоисчисления (1240 г. н. э.) и установления монгольского контроля над Закавказьем, монгольское войско под командованием Байджу-нойона продолжило поход в «землю румскую» (Конийский султанат). В этом походе участвовали и владетели захваченных земель, в том числе сын Вахрама Гагского Агбуга. Согласно хронисту, войска султана потерпели поражение, а Агбуга вместе с другими армянскими и грузинскими князьями смял правое крыло султанского войска и перебил многих военачальников и вельмож. Сам Вахрам Гагели участвовал в обретении Грузией нового царя. Им стал сын царя Лаша Давид, которого Вахрам вместе с сопровождавшими его монголами освободили из румийского плена. Согласно хронисту, роль армянского князя в воцарении Давида нашла отражение в полученном тем прозвище «Вахрамул» (то есть «поставленный Вахрамом»).

## Правители
- Закаре Младший, сын Ваграма (1191—1204)
- Ваграм, сын Каджа (1204—1252)
- Агбуга (1252 — около 1258)
- род прервался